# كوري لوبيز
كوري لوبيز (بالإنجليزية: Cory Lopez)‏ هو متركمج أمريكي، ولد في 21 مارس 1977 في ديوندن في الولايات المتحدة.

## وصلات خارجية
- الموقع الرسمي
- كوري لوبيز على موقع الرابطة العالمية لركوب الأمواج (الإنجليزية)
- كوري لوبيز على موقع EncyclopediaOfSurfing.com (الإنجليزية)